# Гран-тур Павла I

#### Гран-тур — Большое заграничное путешествие
Традиционным этапом, обыкновенно завершающим образование в Европе XVIII века, было заграничное путешествие по ведущим европейским государствам. Подобный вояж, растянувшийся на полтора года и 14 000 километров в конных экипажах был предпринят в 1781—1782 гг. молодым цесаревичем вместе с супругой после пяти лет брака, в котором уже родились двое мальчиков. Цесаревичу на время начала путешествия было уже 27 лет, а его жене — 22 года.

«Надо, — писал матери Великий князь Павел Петрович о своей планируемой поездке,- употребить все усилия, чтобы принести возможно больше пользы своему отечеству, а для этого надо приобретать познания, а не сидеть на одном месте, сложа руки».

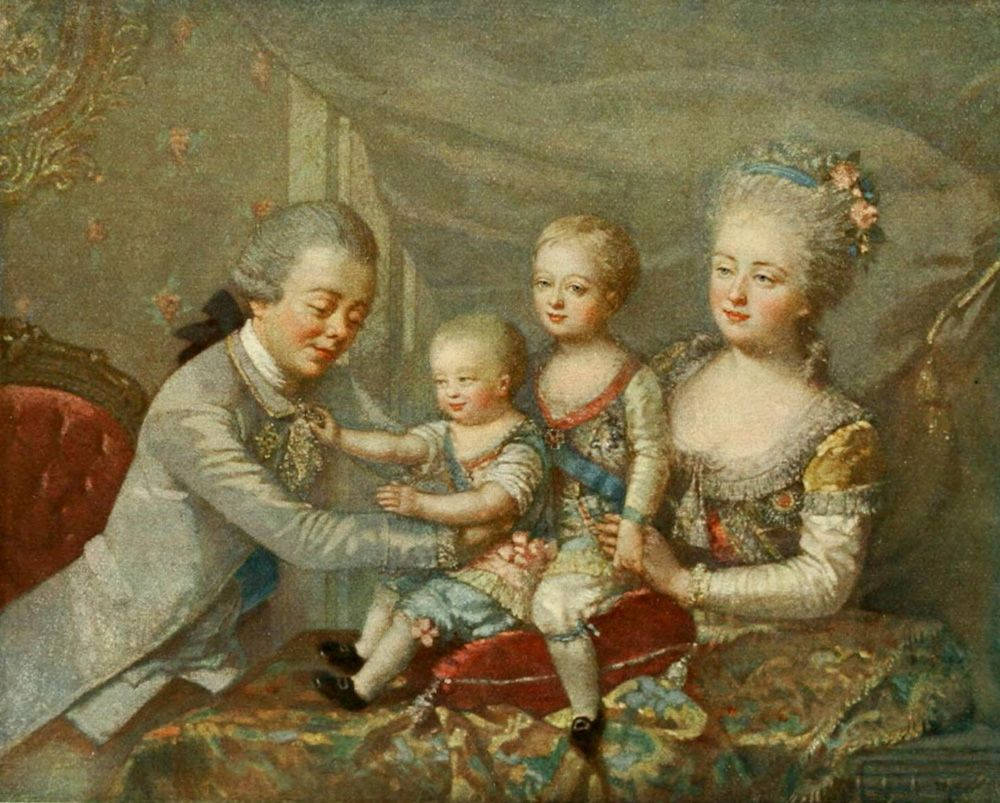
Павел и Мария с сыновьями Сашей и Костей перед поездкой. Художник Хойер. Из книги «Трёхсотлетие Дома Романовых. 1613—1913.»

Екатерина II придавала этому путешествию большое значение. Отправляя наследника в Европу она преследовала политические цели и стремилась продемонстрировать монаршим дворам просветительские тенденции и мощь своего правления. Согласно запискам Н. А. Саблукова были отданы «самые строгие приказания, дабы не щадить денег, чтобы сделать эту прогулку по Европе столь же блистательной, сколь интересной, при помощи влияния на дворы, которые им придется посетить».
Путешествовали они инкогнито под именами графа и графини Северных (Du Nord-дю Нор).
Императрица включила в программу посещения только те страны, которые считала союзниками или потенциальными друзьями России, не позволив сыну новый визит в любимую Пруссию и встречу в Берлине или Потсдаме со своим кумиром и двоюродным дедушкой его жены — королём Фридрихом II.

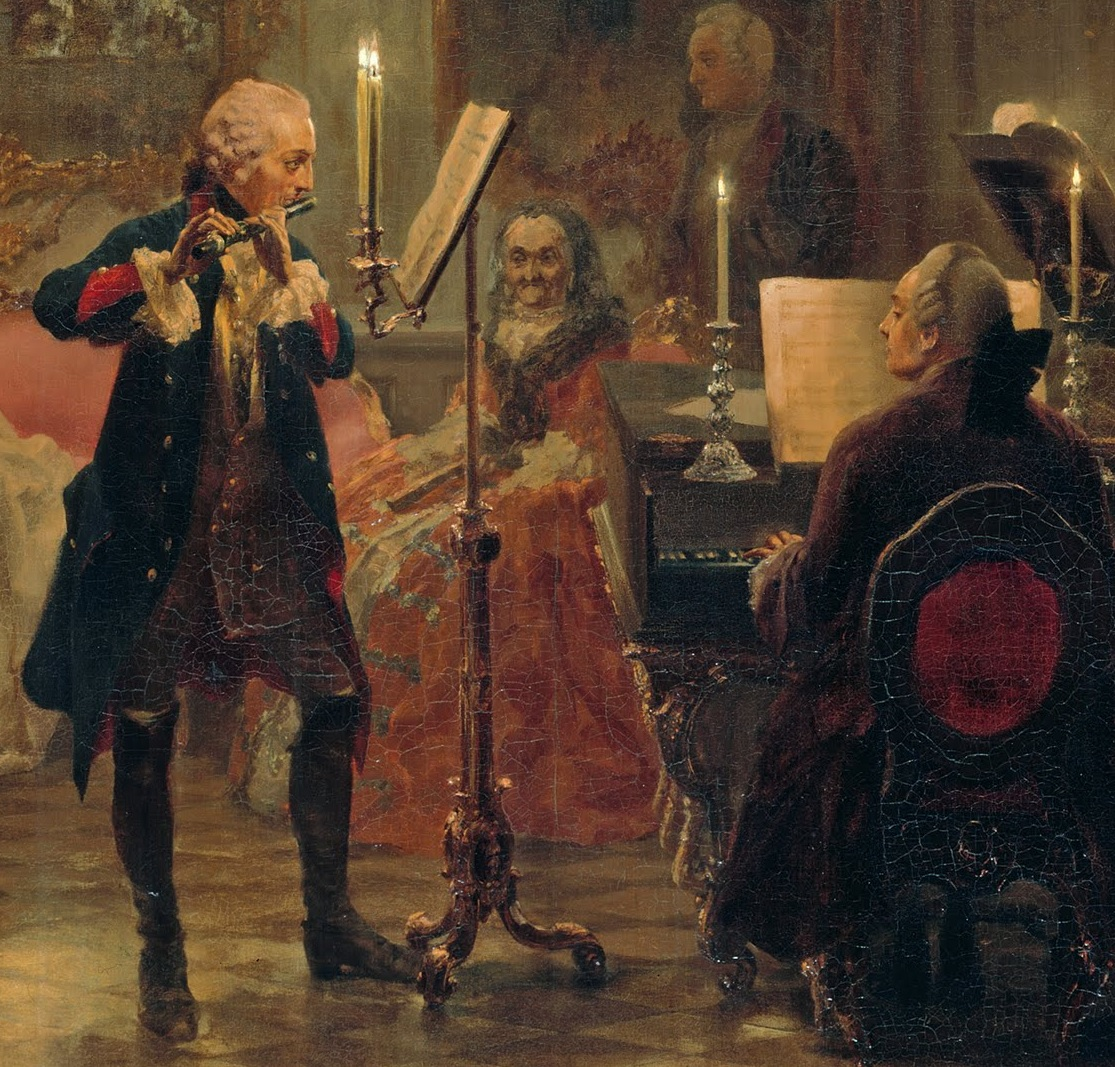
Фрагмент картины «Концерт для флейты Фридриха Великого в Сан-Суси» кисти Адольфа фон Менцеля. В прежние визиты в Сан-Суси Павел был особо впечатлён искусством короля играть на флейте на виртуозном уровне, в том числе и свои собственные музыкальные творения — концерты для флейты и прусские военные марши

Продолжавшееся с 17 сентября 1781 по 20 ноября 1782 года частное путешествие графа и графини Северных, сопровождаемых небольшой свитой из 15 человек, прошло по традиционному маршруту: из Санкт-Петербурга через Польшу и Австрию до Вены, с длительным пребыванием в Италии и Франции, посещением знаменитых замков в долине Луары, через Бельгию и Голландию в герцогство Вюртембергское, где у родителей Марии Федоровны в замке Этюп около Монбельяра, расположенном в 40 милях от Базеля, они отдыхали в течение двух недель перед возвращением домой.
Выехавшего из России Павла Петровича в Вишневце, во время его проезда через Польшу, приветствовал польский король Станислав-Август.
6 ноября 1781 года путешественники прибыли в Троппау (Чешская Силезия). Здесь их встретили русский посланник при Венском дворе князь Дмитрий Михайлович Голицын и император Священной Римской империи Иосиф II. После ужина были даны спектакль и бал. Переночевав в доме графа Дмитревского, граф и графиня Северные отправились далее в путь в одной карете с императором.
Император Иосиф оказал исключительное влияние на Павла Петровича и образ его правления в дальнейшем.

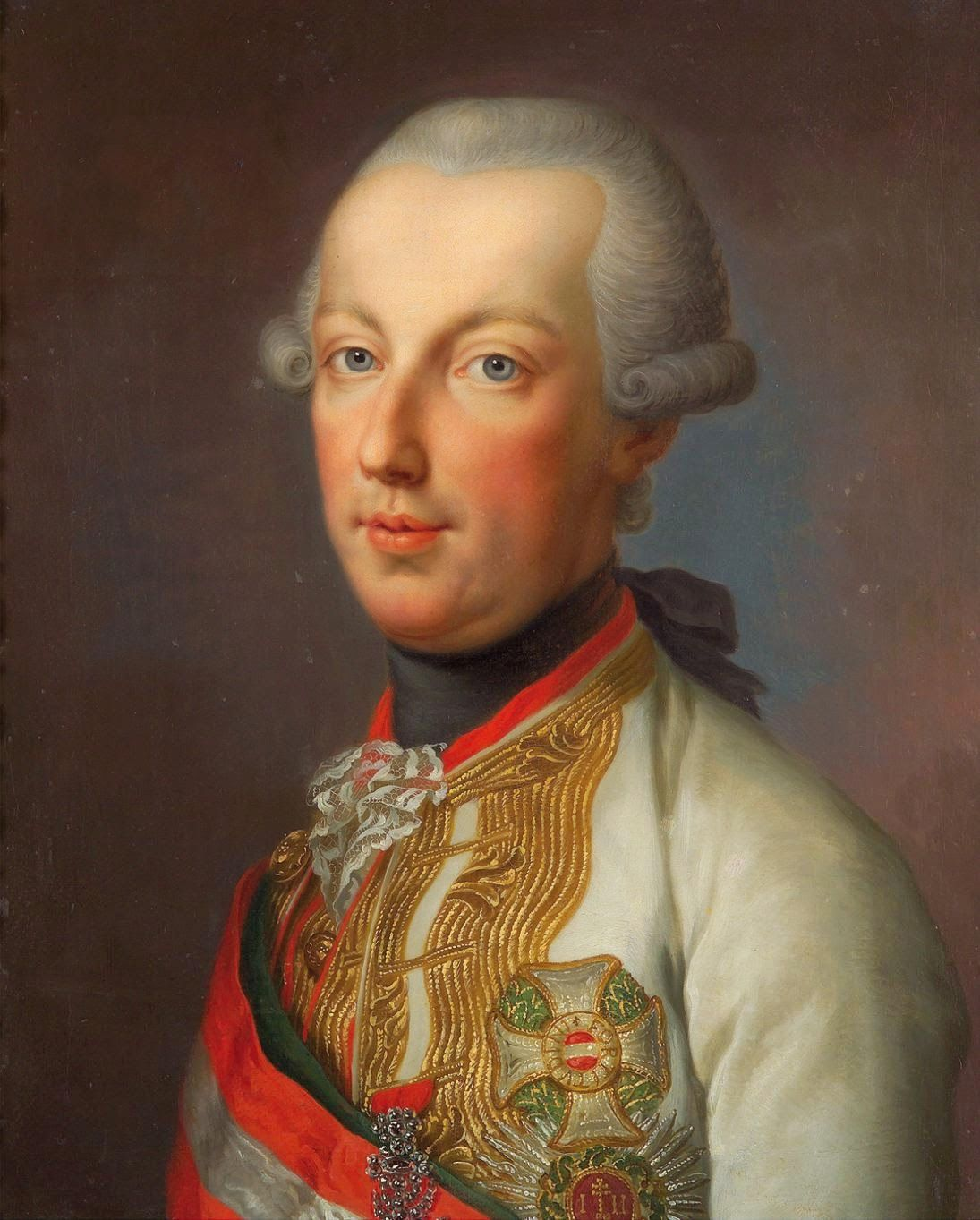
Император Иосиф II

После смерти своей матери-соправительницы бывшей императрицы Марии-Терезии, случившейся в ноябре 1780 года, у Иосифа появилась  возможность для выполнения широких преобразовательных замыслов и построения  системы просвещённого абсолютизма.
Современник коронованного философа — Фридриха II Прусского Иосиф был одним из самых деятельных людей своего времени, который, не щадя ни себя ни других, совершенно изнурил себя работой.
Его бесчисленные путешествия были не триумфальными прогулками, а тяжёлым трудом добросовестного ревизора. Входя во всё самолично, он искренне верил в своё призвание вывести Австрию из отсталого состояния путём реформ, идущих сверху.
Для этого нужно было, как он считал, прежде всего, усиление государственной власти, причём Иосиф следовал старой австрийской традиции укрепления внешнего и внутреннего могущества государства, бюрократической централизации, объединения разноплемённого состава монархии, попрания старинных вольностей феодального происхождения и подчинения церкви государству.
В виде корректива произволу он допустил, однако, гласное обсуждение текущих вопросов в печати и открытую критику действий монарха (закон о печати 11 июня 1781 года).
Человеколюбивая деятельность его простиралась на всех обездоленных, начиная с притеснённого крестьянства, и кончая сиротами, больными, глухонемыми, незаконнорождёнными. Тем не менее, Иосиф был совершенно чужд сентиментальному и несколько отвлечённому благодушию чувствительного XVIII века. При малейшем сопротивлении он проявлял большую жестокость; во внешней политике он руководствовался только интересами и нуждами своего государства.
10 ноября 1781 года путешественники вместе с императором добрались до Вены где гостили 56 дней. Здесь Марию Федоровну ждали её мать и отец, прибывшие туда под именем графа и графини Гренингенских, а также сестра Елизавета и брат Фердинанд — с ними она позавтракала в саду Аугартен.
В полдень состоялся торжественный въезд в Вену. Чета остановилась в императорском дворце Амалиенбург. Был дан семейный обед, на котором присутствовал Иосиф II . «После обеда заговорили о музыке. Император Австрийский и русский Великий князь сами по-любительски (dilettants de lualite) пропели арию из оперы Орфей и Альцеста».
Вечером гости посетили представление в Национальном театре.
На следующий день граф и графиня Северные принимали визиты послов и венской знати. Вечером при дворе был дан большой бал, на котором император и князь Голицын представляли иностранных послов и поверенных в делах своих держав Павлу Петровичу и Марии Федоровне.
В последующие дни своего пребывания в городе гости знакомились с различными венским учреждениями и достопримечательностями, участвовали в торжествах и приёмах.
Мария Фёдоровна неплохо играла на клавикорде и по прибытии в Вену заказала дополнительные уроки у Гайдна. Между тем австрийский император бился с ней об заклад, что двадцатипятилетний Моцарт выиграет состязание по исполнительскому мастерству, организованное в рождественский сочельник с римским маэстро пианистом-виртуозом тридцатилетним Муцио Клементи. Состязание окончилось вничью. Предположительно именно во время этого представления Гайдн впервые увидел (и услышал игру) Моцарта.
Русские гости также посетили пожилого великого музыкального новатора оперы Кристофа Виллибальда Глюка и его любимого венского ученика тридцатилетнего Антонио Сальери, затем присутствовали на трёх операх Глюка, причём немецкая версия знаменитой оперы «Ифигении в Тавриде» была заказана ему специально по случаю их приезда.
В Вене Павла пригласили посмотреть спектакль «Гамлет», но неожиданно исполнитель главной роли актёр Брокман отказался играть шекспировские творение. Свой отказ он объяснил своему императору Иосифу тем, что «В театре будут два Гамлета — один на сцене, другой — в зале». Действительно, сюжет спектакля во многом напоминал драматические события 1762 года в жизни царевича Павла. Повзрослев, он, также, как и датский принц, пытался разобраться в обстоятельствах гибели своего отца и роли матери в случившемся перевороте.
Император Иосиф щедро наградил 50-ю золотыми монетами артиста за проявленную внимательность, такт и мудрость, позволившие избежать щекотливой ситуации и бестактности по отношению к русскому наследнику.
Супруги посетили несколько государств Италийского полуострова. В Ватикане они получили аудиенцию папы римского Пия VI.

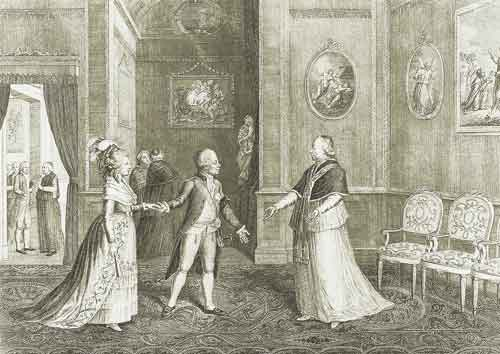
Аудиенция у Папы 8 февраля 1782 года. Офорт гравюры резца Лацарони. Государственный музей-заповедник «Павловск»

После месяца экскурсий, приёмов и визитов в Риме они отправились в Венецию, где удостоились большого триумфального въезда в город, регаты гондол, гала-обеда, балов и концертов в их честь.

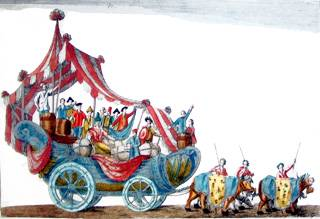
Триумфальное шествие сына Екатерины II Великой, великого князя, наследника российского престола, будущего императора России Павла I, въезжающего в Венецию в 1782 году в сопровождении супруги

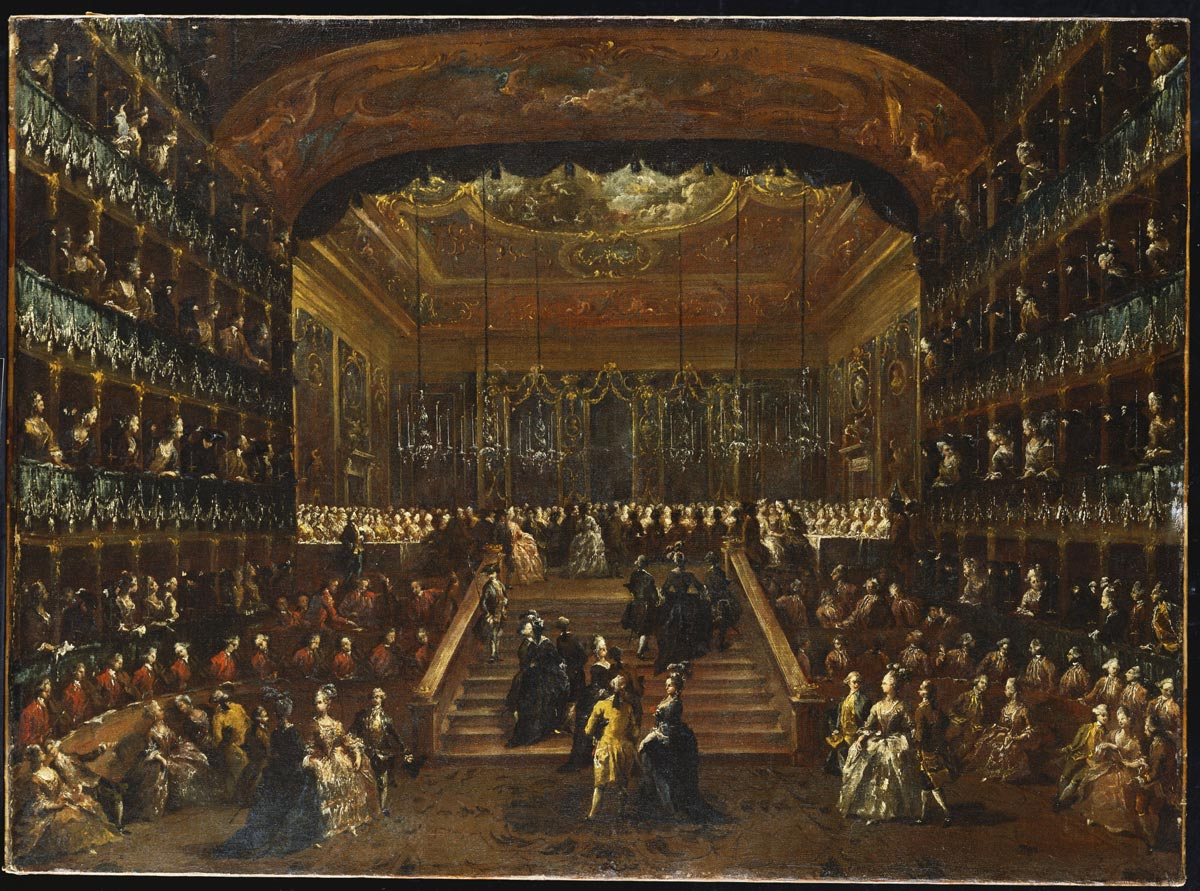
Торжественный обед и бал в Театре Сан-Бенедетто в Венеции в честь графа Северного и его супруги 22 января 1782 года

Самый знаменитый венецианский композитор того времени, Бальдассаре Галуппи (по прозвищу Буранелло) (которого Павел уже знал лично, так как тот в 1765—1768 годах работал придворным капельмейстером в Петербурге, где сочинял оперы и православные песнопения) преподнёс Марии Фёдоровне шесть новых сонат для клавикорда (прототипа фортепиано), которым она очень хорошо владела. В их число вошли и его знаменитые «Larghetto» и «Andante spiritoso». Свои двадцать опер композитор написал на тексты выдающегося драматурга Карло Гольдони, который сказал как-то, что Галуппи «среди музыкантов то же, что Рафаэль среди художников».
В течение двух недель великокняжеская чета осматривала достопримечательности города, знакомилась с местными и заезжими знаменитостями, посещала приёмы и театры, наблюдала венецианский карнавал.
В письмах Павла Петровича домой попадаются фразы, что все время пребывания в Венеции они почти не спали. Великий князь Павел, Мария Федоровна и вся их свита с большой радостью облачались в непременные атрибуты венецианского карнавала: бауты — черные накидки, скрывающие волосы, шляпы-треуголки и белые маски.

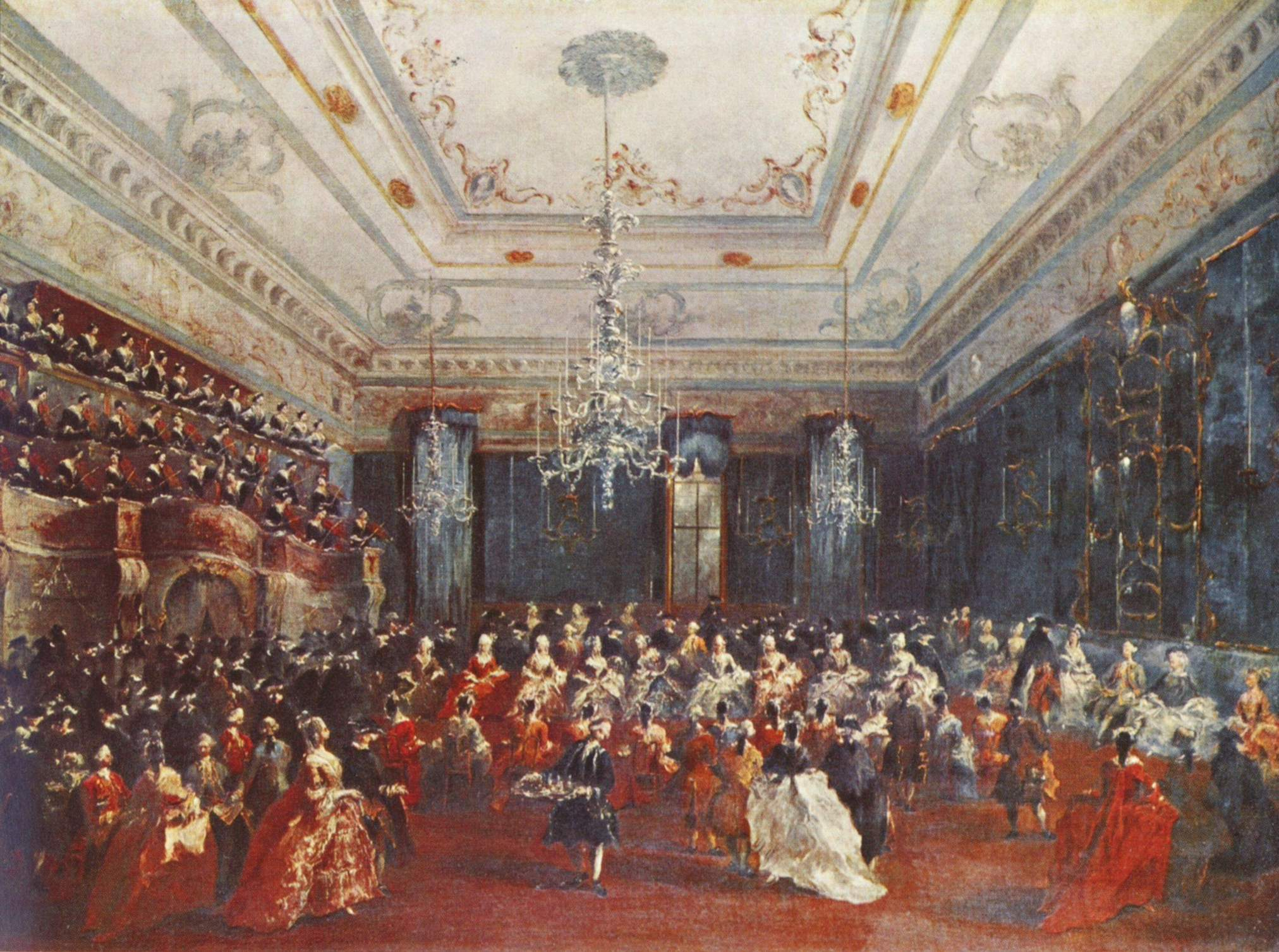
Франческо Гварди. Приём графа и графини Северных в Старых прокурациях на площади Сан-Марко в Венеции.

Позднее граф и графиня Северные посетили Францию. Очень большое впечатление на них произвело поместье принца Конде в Шантийи и тамошний тёплый приём принцем. Шантийи стало образцом для создания парков гатчинского имения Павла, которое признано ЮНЕСКО памятником всемирно-исторического наследия как и само Шантийи.

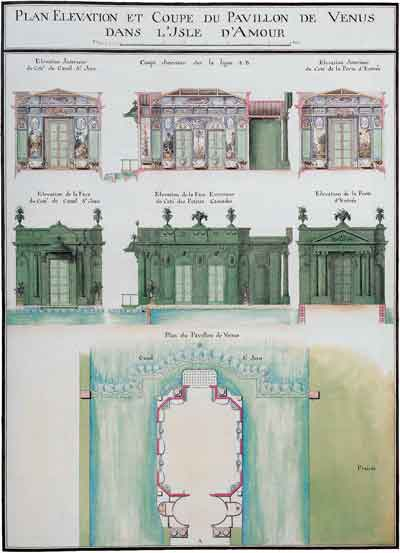
Павильон Венеры на Острове Любви в Шантийи, из альбома с планами и видами усадьбы, подаренного Павлу Петровичу принцем Конде (копия павильона была построена Павлом в Гатчине на Белом озере и сохранилась до наших дней в отличие от оригинала)

В Париже гости провели целый месяц. Здесь к русскому царевичу обратился за помощью французский литератор, часовщик, эрудит, авантюрист и учитель музыки французских принцесс Бомарше. В первом варианте его комедии «Женитьба Фигаро» дело происходило во Франции. Несмотря на цензурное разрешение, постановка пьесы была запрещена лично королём Людовиком XVI. Бомарше переносит действие комедии в Испанию. Но условность испанских декораций была всем понятна и в последний момент король отменяет спектакль по пьесе, вновь ставя её под запрет.
Благодаря протекции графа Северного французский король согласился совместно с гостем прослушать чтение автором нового варианта пьесы. Оба знатных слушателя много смеялись, остались довольны прослушиванием и вскоре комедия получила всемирную славу. Таким образом крестным отцом знаменитого персонажа «Фигаро» явился Павел Петрович. Ирония судьбы в том, что в этой пьесе Бомарше является провозвестником революции, и овации, которые устраивались ему после представлений пьесы в театрах, доказывали, что французский народ это очень хорошо сознавал. «Женитьба Фигаро» выдержала 100 представлений подряд, и недаром сам Наполеон отзывался о ней: «…Это уже была революция в действии».

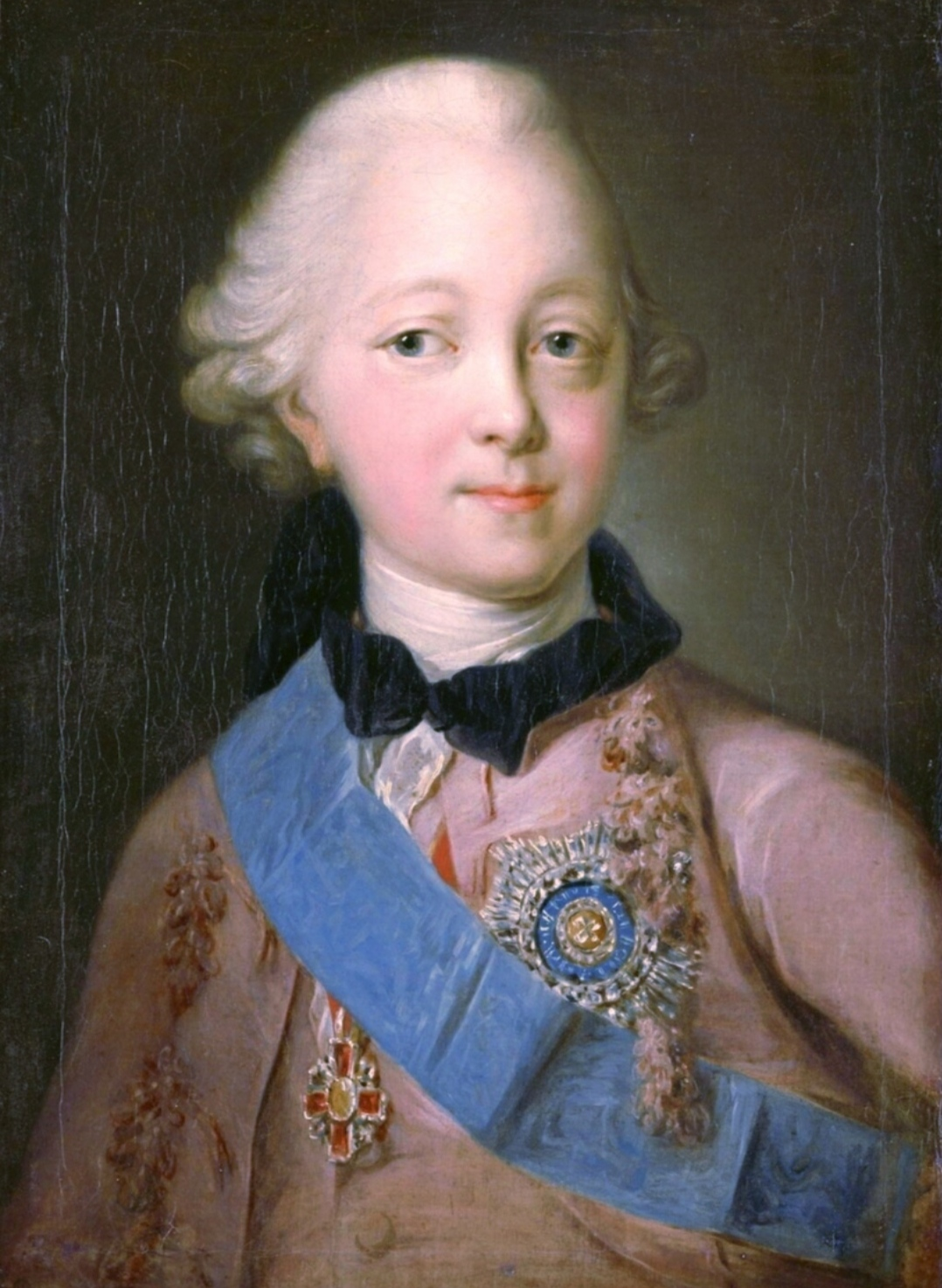
Портрет Павла Петровича в розовом мундире кисти Виргилиуса Эриксона. Лувр. ПарижПавелецкая I

Людовик XVI и Мария-Антуанетта оказали русским гостям такой восторженный и душевный прием, на какой только были способны.
По итогам этого визита Мария-Антуанетта даже сказала своей первой камеристке Жанне Кампан, что «она осознала, насколько сложнее исполнять роль королевы в присутствии иностранных суверенов, нежели перед собственными придворными».
Со слов той же мадам Кампан, во время раута в Малом Трианоне беседа зашла настолько далеко, что цесаревич Павел Петрович рассказал своему сверстнику — Людовику XVI о «бесчеловечной политике русской царицы» по отношению к нему (окружила шпионами и удаляет всех сколько-нибудь преданных людей).

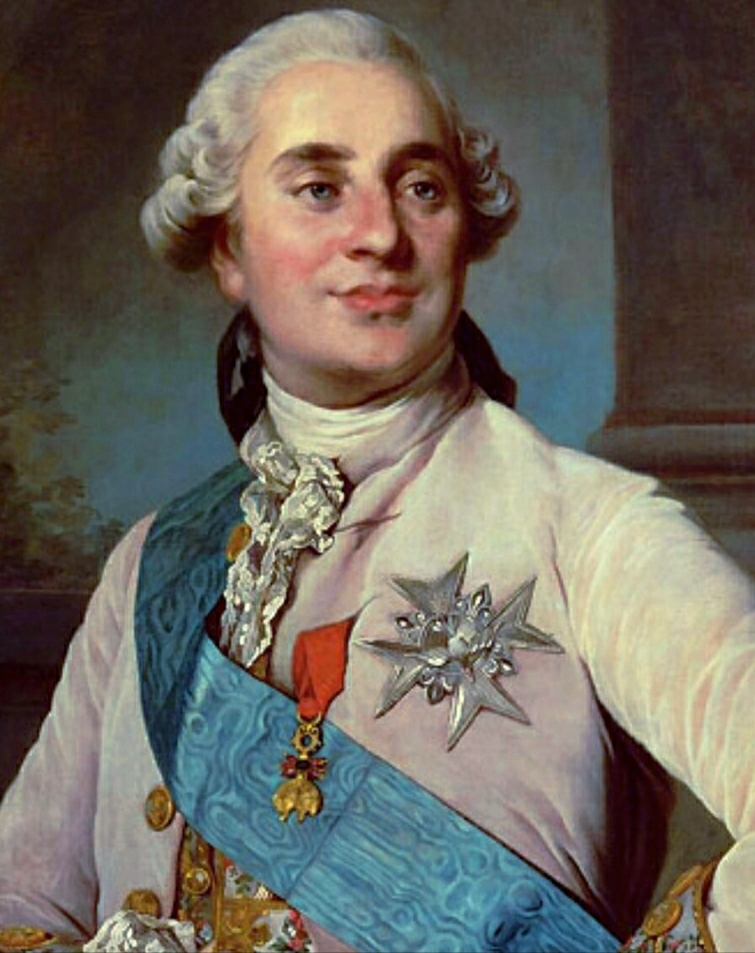
Людовик XVI в розовом мундире

Все присутствующие при этом разговоре изумились. После чего король спросил цесаревича: «неужели в его свите нет ни одного человека, на которого он мог бы положиться?».
На что погрустневший Павел ответил Людовику XVI:
Он был бы изрядно раздосадован, если бы у него в свите ему оказался предан хотя бы пудель, ибо по приезде мать его велела утопить бы сего пуделя.
Услышав эти слова Людовик XVI пришёл в ужас. Возникшую неловкую тишину прервала Мария-Антуанетта, она дипломатично перевела беседу в другое русло.

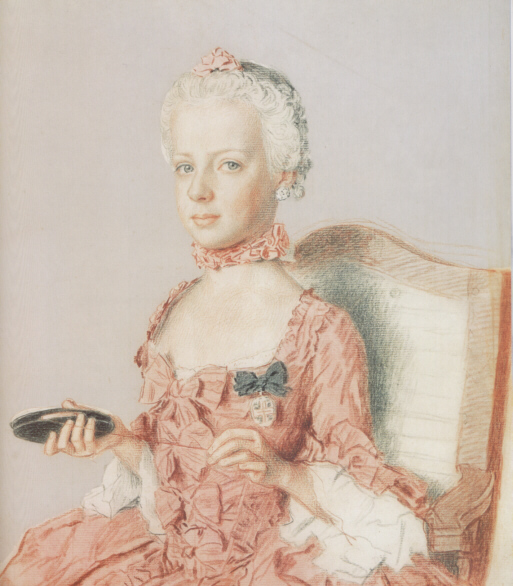
Мария-Антуанетта. Французские монархи были ровесниками великого князя Павла (король старше на полгода, а королева младше на год) и между ними установились тёплые дружеские отношения. Потеря ими трона всего через семь лет в 1789 году и их трагическая смерть на гильотине через десять лет в 1793 году оказались сильнейшим ударами для Павла Петровича и потрясли его до глубины души

Весной 1782 года виолончелист-самоучка Герасим Лебедев — будущий первый русский индолог, а также лингвист и театральный деятель в местечке Этюп (родовом замке, где жила до брака будущая императрица Мария Фёдоровна), был представлен цесаревичу Павлу Петровичу и его жене Марии Фёдоровне, которые одобрили его намерение посетить Индию (в последние годы жизни Лебедев говорил даже о повелении Павла отправиться в эту поездку).
В качестве цели путешествия Герасим Степанович, первым из русских, указал изучение этой неизвестной страны (в том числе привлекавшей его как, по распространённому тогда мнению, прародина человечества) и её языков, самообразование, принесение посильной пользы Отечеству:91-93:40-41:350-351
Две недели супруги провели в замке Этюп у родителей Марии Фёдоровны под Мёмпельгардом, бывшем то время германским городом, позднее аннексированным Францией в 1793 году и ставшим назваться Монбельяром.
Здесь они узнали, что Мария Федоровна через два с половиной года после последних родов Константином снова забеременела и великокняжеская чета со свитой прервала большой тур и собралась ехать домой.
Путешествие цесаревича всего продолжалось 428 дней; проехал он 13 115 вёрст(почти 14 000 километров).
В свиту, согласно с пожеланиями Павла Петровича, были назначены:
- Фёдор Иванович фон Клингер (Friedrich Maximilian von Klinger) (1752—1831), адъютант, чтец и библиотекарь Павла Петровича, прибывший в Россию в составе свиты Марии Фёдоровны; немецкий поэт, драматург и романист, деятель немецкого литературного движения «Буря и натиск», название которого восходит к его одноимённой драме. Автор 23 драм и 14 романов. Друг детства и юности, литературный соратник (до 1776 года) великого немецкого поэта Иоганна Вольфганга фон Гёте. В Германии Фридрих Максимилиан фон Клингер стоит в одном ряду с Гете и Гердером как выдающийся немецкий писатель[13]. В 1797—1801 годах — инспектор классов Сухопутного шляхетского кадетского корпуса в Санкт-Петербурге. По свидетельству учившегося в корпусе будущего композитора Николая Титова, часто говорил, что «русских надо меньше учить, а больше бить»[14]. Умер и похоронен в Санкт-Петербурге. Когда известие о смерти фон Клингера дошло до Гёте, тот сказал: «Он был верным, твердым и крутым парнем, как никто другой. Раньше я тоже много мучился с ним, потому что он был таким могущественным гением, который на самом деле не знал, чего хочет»[15]
- писатель, баснописец, музыкант и либреттист Франц Герман Лафермьер (François-Germain La Fermière) (1737—1796), библиотекарь, чтец и наставник Павла Петровича, преподаватель французского языка; личный секретарь Марии Федоровны.
- поэт и писатель, будущий президент Российской Академии наук Андрей Львович фон Николаи (Ludwig Heinrich Freiherr von Nicolay) (1737—1820); наставник с 1769 года великого князя Павла Петровича, друг детства Франца Германа Лафермьера, преподаватель логики Павлу Петровичу, затем секретарь Марии Фёдоровны. Будущий создатель парка Монрепо в Выборге. Во время пребывания в Вене Иосиф II пожаловал ему титул барона в один день с Иоганном Вольфгангом фон Гёте;

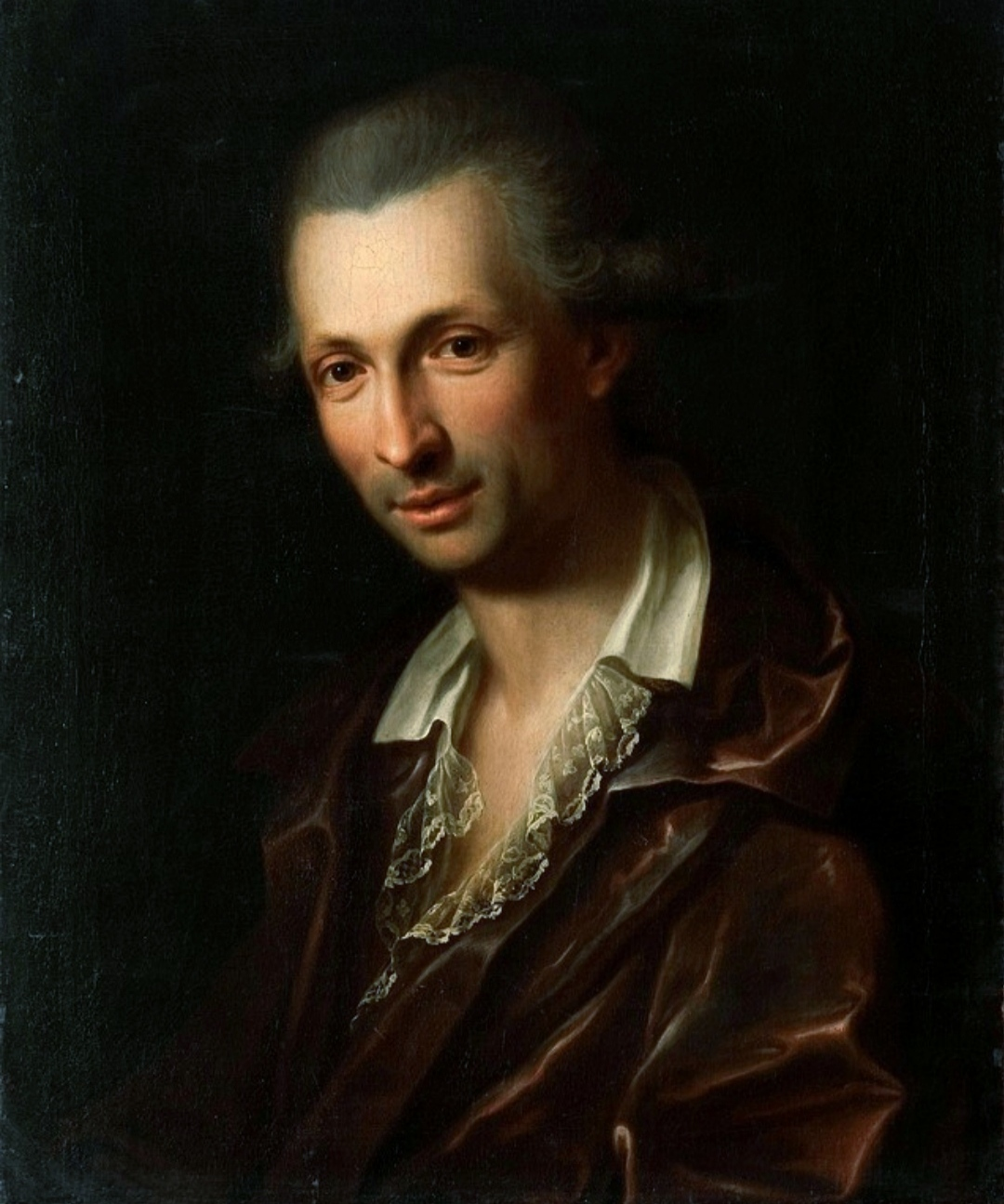
Барон фон Николаи

- фрейлины Марии Федоровны — смолянки первого выпуска Наталья Семёновна Борщова (1758—1843) и Екатерина Ивановна Нелидова (1756—1839), впоследствии фаворитка Павла I;

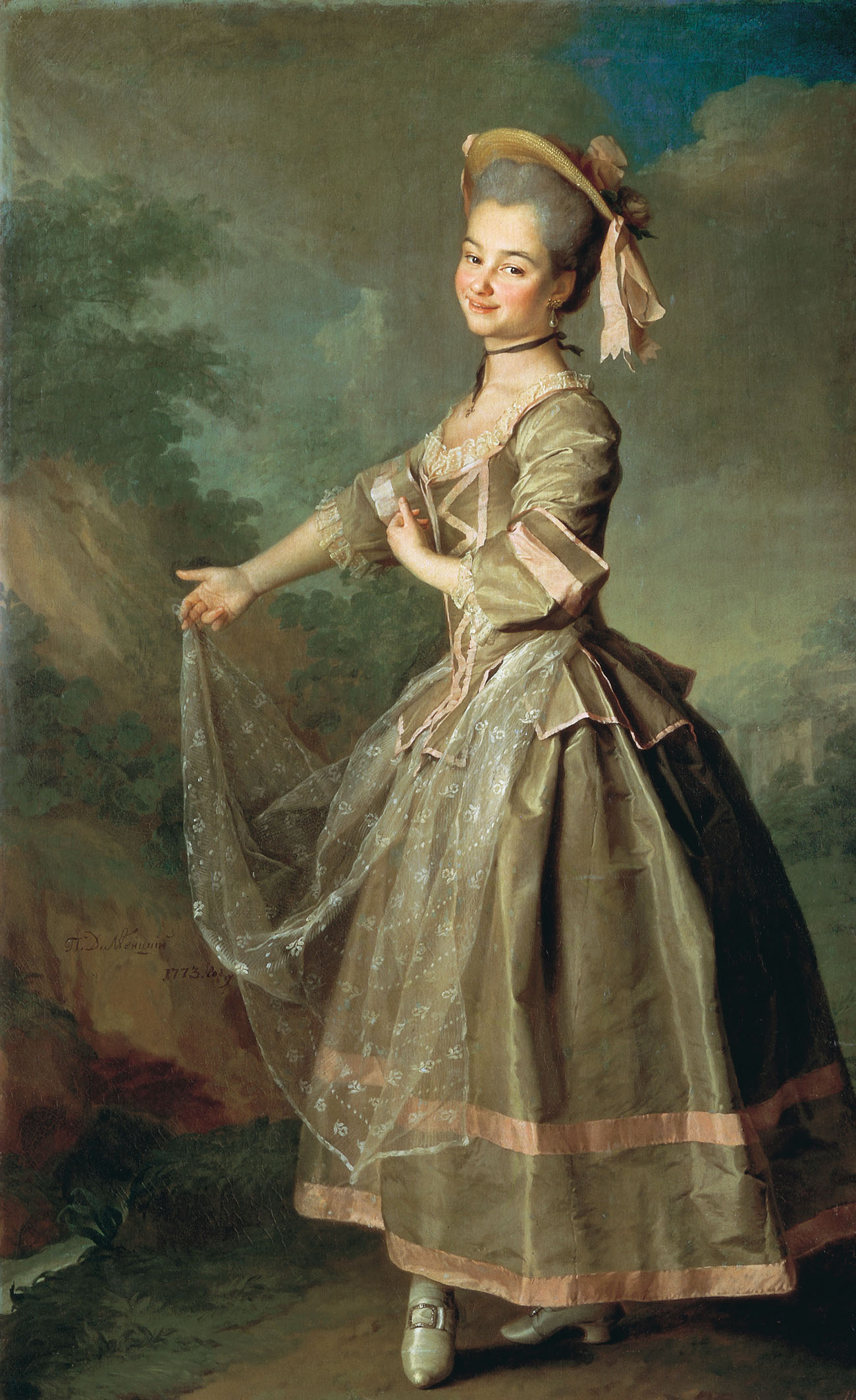
Екатерина Нелидова
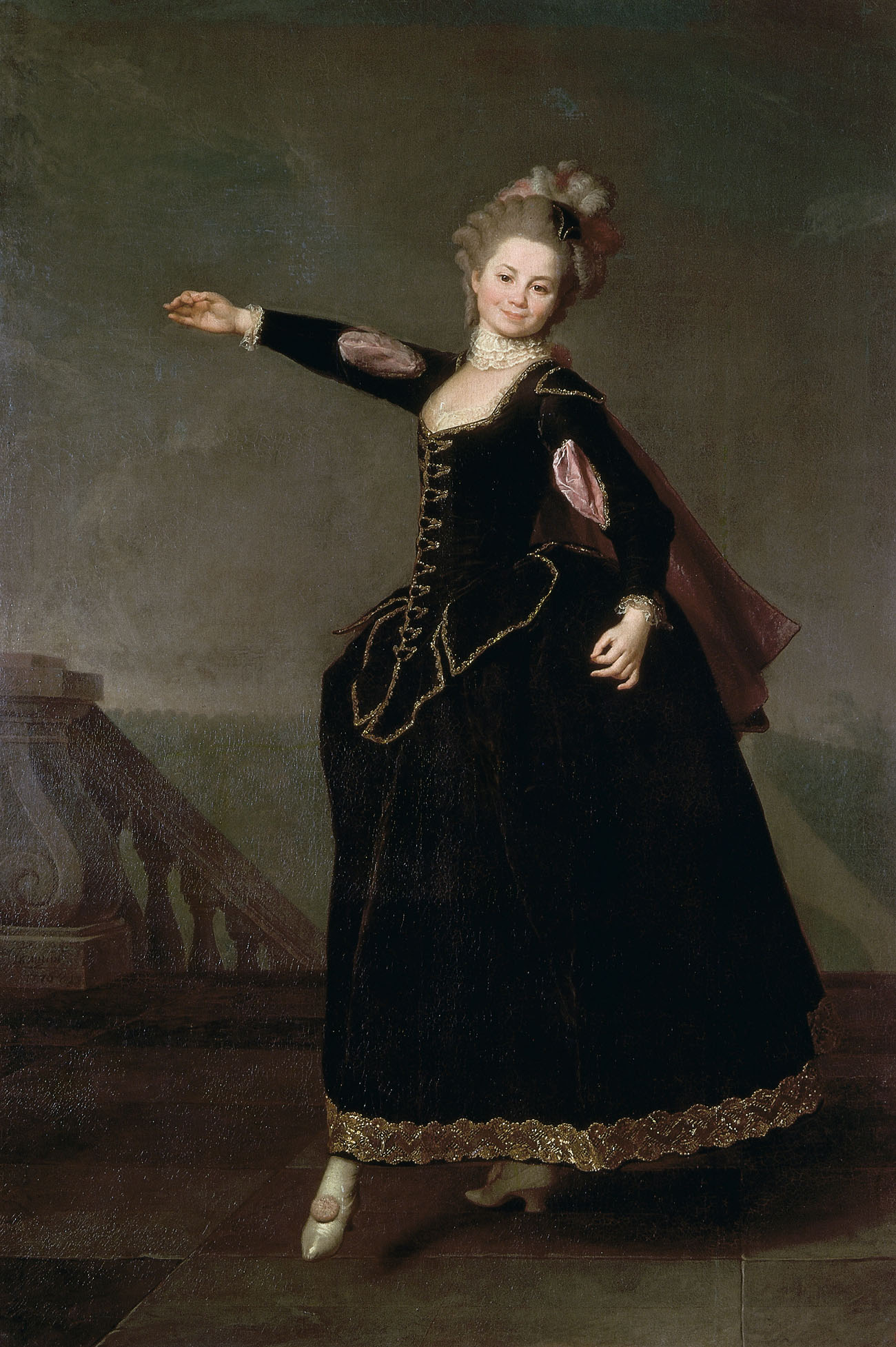
Наталья Борщова

- генерал Николай Иванович Салтыков (1736—1816) и его супруга Наталья Владимировна (1736—1812); Салтыков давно был назначенный самой Екатериной смотритель и «гофмаршал» двора Павла и вместе с великим князем посетил в 1776 году Берлин, где состоялось обручение Павла с внучатой племянницей прусского короля принцессой Вюртембергской.

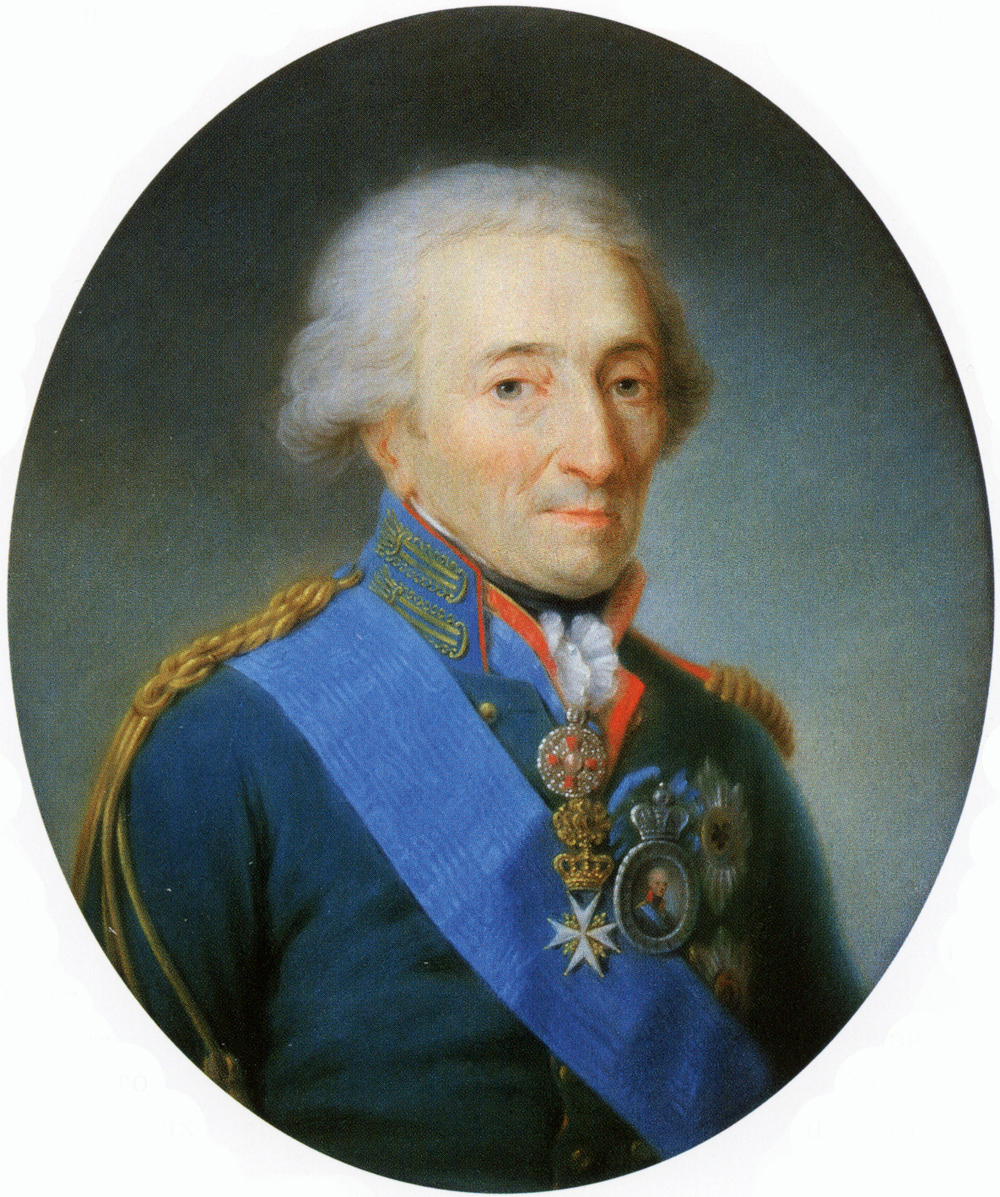
Портрет Николая Ивановича Салтыкова кисти Мартина Фердинанда Квадаля

- подполковник Христофор Иванович Бенкендорф (1749—1823) и его супруга Юлиана Бенкендорф (1758—1797), она же баронесса Анна Юлианна Шеллинг фон Канштадт, подруга детства Марии Фёдоровны, вместе с ней прибывшая в Россию;

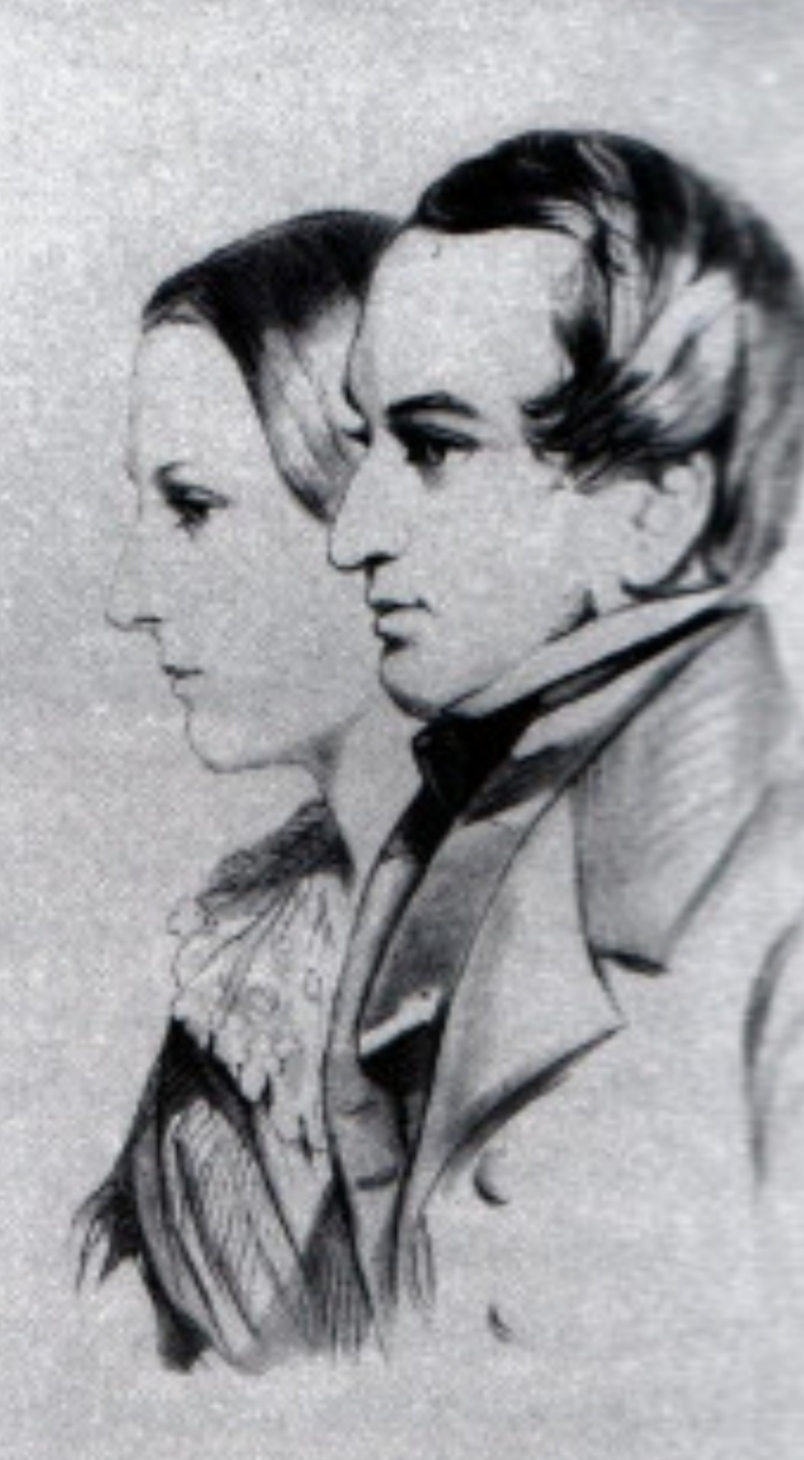
Христофор и Юлиана Бенкендорфы в тот период времени. Портрет неизвестного художника

- князь Александр Борисович Куракин (1752—1818), друг детства великого князя Павла Петровича;

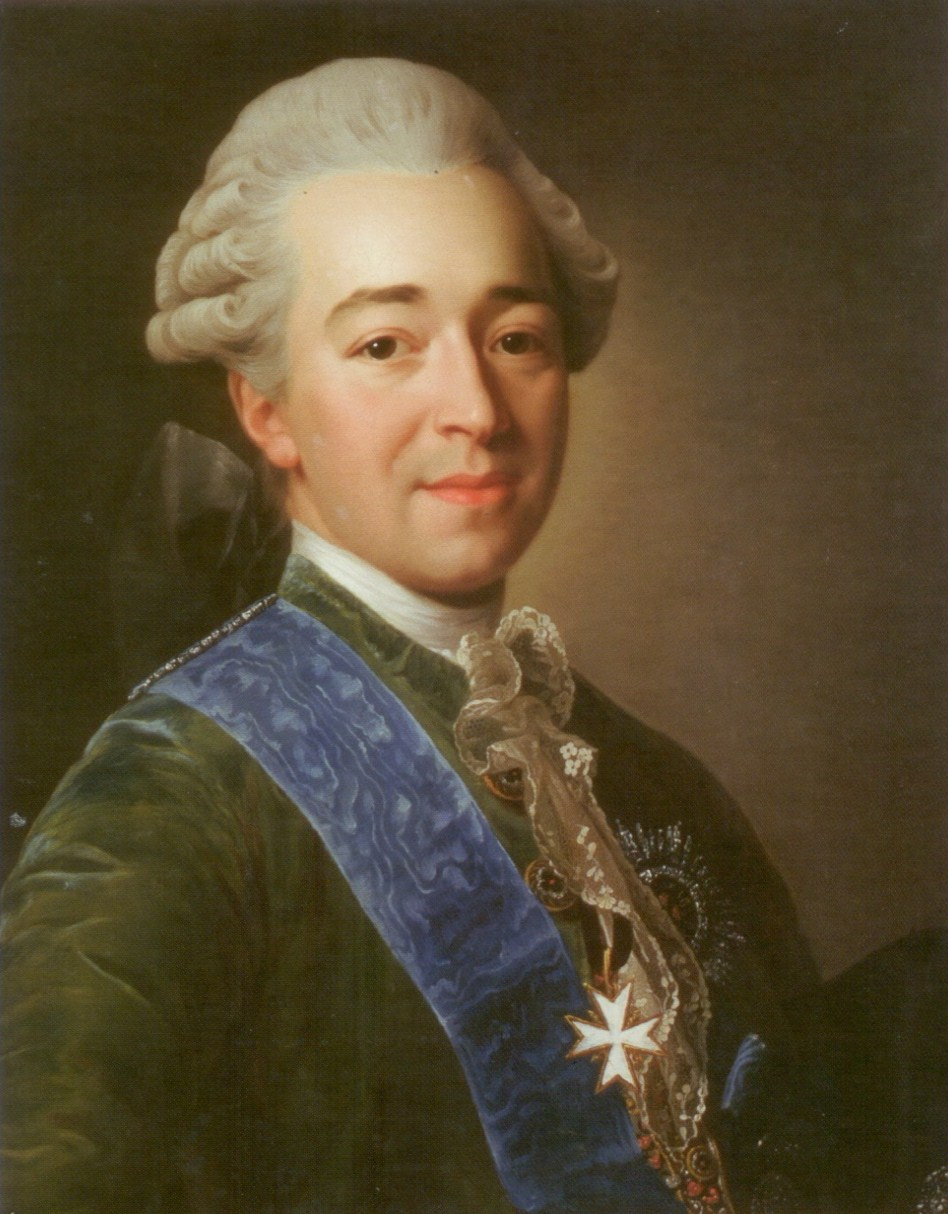
Князь Куракин на портрете работы Александра Рослина

- камер-юнкер Фёдор Фёдорович Вадковский (1756—1806), друг детства великого князя Павла Петровича;

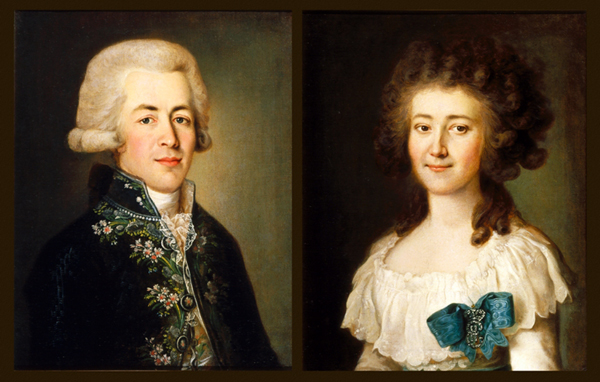
Вадковский с супругой на портрете кисти Камеженкова

- капитан-лейтенант Сергей Иванович Плещеев (1752—1802), географ и переводчик, в путешествиях по службе забывший русский язык, друг Марии Федоровны, впоследствии ставший вице-адмиралом, масоном и розенкрейцером, ближайшим доверенным лицом великого князя Павла Петровича;
- князь Николай Борисович Юсупов (1750—1831), включен в свиту в качестве знатока искусств, коллекционера живописи и лица уже лично известного при европейских дворах благодаря своему пребыванию в Европе в 1774—1777 годах.

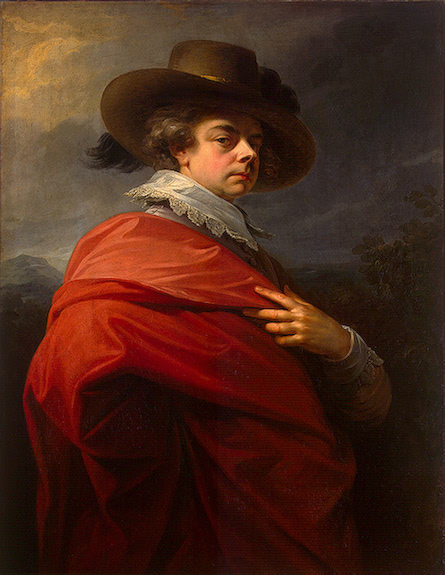
Г. Ф. Фюгер. Портрет князя Н. Б. Юсупова в испанском костюме. Не ранее 1783. Холст, масло. Государственный Эрмитаж (Санкт-Петербург)

- лейб-медик профессор, член Академии Наук Карл Фёдорович Крузе (1727—1799);
- священник Андрей Афанасьевич Самборский (1732—1815), женатый на православной англичанке настоятель русской церкви в Лондоне в 1768—1780 годах и настоятель Софийского собора в Царском селе в 1780—1782, где удачно применил полученные в Англии знания по садоводству, огородничеству и садово-парковому искусству для планировки увеселительного и нравоучительного сада для маленького Александра, внука Екатерины. Личный духовник Павла Петровича и Марии Фёдоровны с 1782 года. Любопытно, что и по переселении в Россию из Англии священник не переставал ходить в светской одежде, стричь волосы на голове и брить бороду и усы, на что им было испрошено императорское разрешение. Пытался предложить реформировать всё сельское хозяйство в России по английскому образцу, что давало бы двухкратным прирост урожая, как он это сам показал на практике в своём хозяйстве.

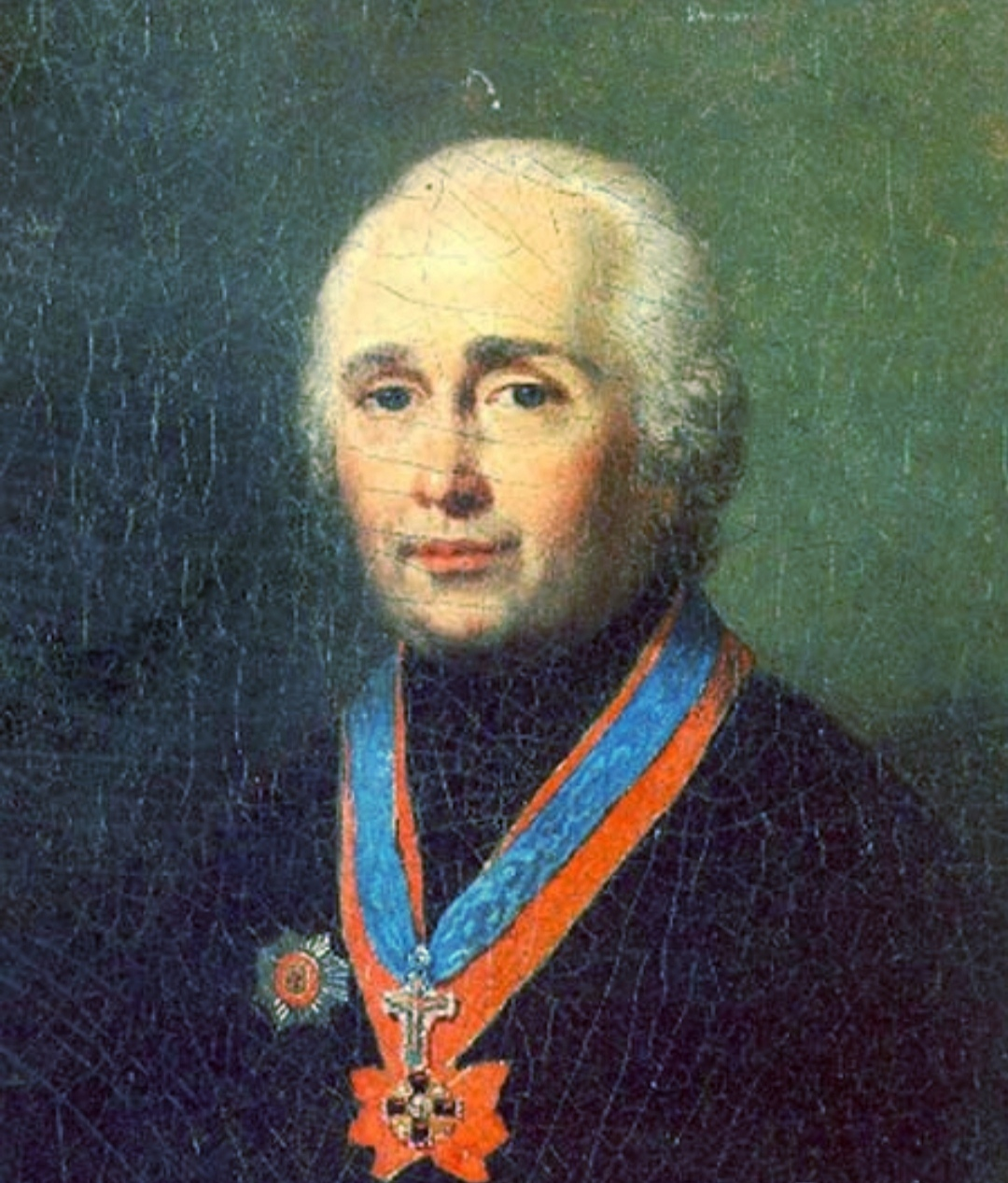
Андрей Афанасьевич Самборский на портрете кисти Боровиковского

Полуторалетний вояж в Европу в качестве сопровождающих графа и графини Северных, заложил основу достаточно долгой взаимной дружбы всех пятнадцати лиц разного возраста, входивших в свиту, а часть из них до конца жизни сохранят глубокую привязанность и любовь к самой великокняжеской чете.

## Значение
Путешествие оказало большое влияние на создание ансамблей Павловска, Гатчины и Михайловского замка, а также формирование императорских художественных коллекций. В частности, закупались предметы для оформления Каменноостровского дворца. Для Гатчины в Нюрнберге за 30 тысяч рублей был приобретён фонтан «Нептун» (позднее был установлен в Верхнем саду  в Петергофе, так как в Гатчине не хватило напора воды для функционирования фонтана).
Главный итог Гран-тура – это павловский закон о престолонаследии, который просуществовал до 1917 года. Именно в путешествии Павел понял необходимость строгого преемства власти и прописал это заранее, ещё до своего вступления на престол.